# Igor Potapovič
Igor Potapovič (in russo Игорь Потапович?; Almaty, 6 settembre 1967) è un ex astista kazako, fino al 1991 sovietico.

## Palmarès

### Mondiali indoor
- 2 medaglie:
  - 1 oro (Parigi 1997[1])
  - 1 argento (Barcellona 1995[1])

### World Cup
- 1 medaglia:
  - 1 oro (L'Avana 1992[2])

### Europei indoor
- 1 medaglia:
  - 1 argento (L'Aia 1989[3])

### Giochi asiatici
- 2 medaglie[1]:
  - 2 ori (Hiroshima 1994; Bangkok 1998)

### Campionati asiatici
- 2 medaglie[1]:
  - 1 oro (Fukuoka 1998)
  - 1 argento (Manila 1993)

### Mondiali under 20
- 1 medaglia:
  - 1 oro (Atene 1986[3])